# Josef Benoni (1823)

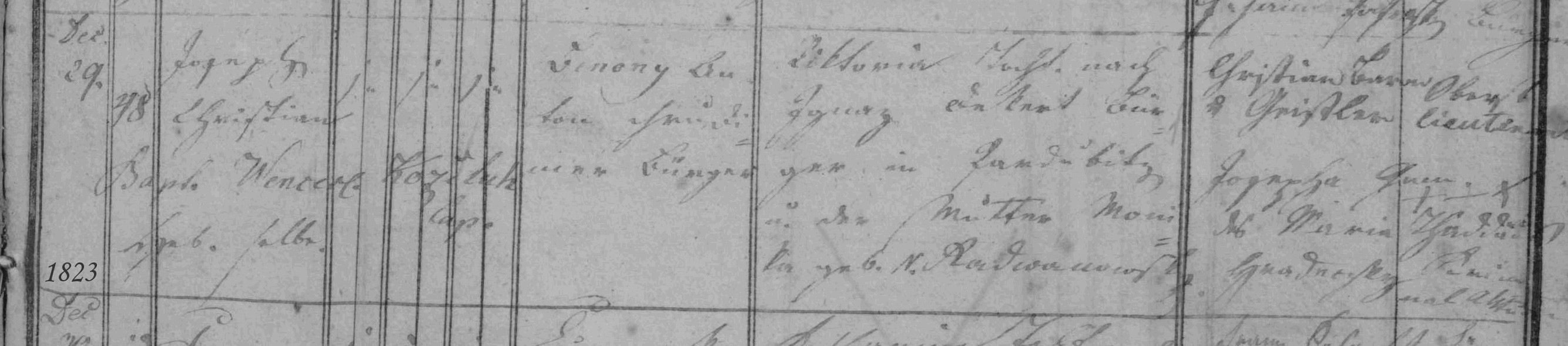
matriční zápis o narození a křtu Josefa Benoniho (matrika N 1805-1828 Chrudim (SOA Zámrsk))

Josef Benoni (29. prosince 1823, Chrudim – 18. prosince 1905, Chrudim), byl český politik, novinář a překladatel, spolupracovník K. H. Borovského, Františka Palackého a F. L. Riegra. V letech 1861–1866 zasedal jako poslanec ve Sněmu království Českého.

## Původ a vzdělání
Josef Benoni pocházel z rodiny se starou rodovou tradicí. Její původ je matrikově zpětně doložen až do konce 17. století, kdy do Čech ze severní Itálie přišel nejstarší známý představitel rodu Benoni a usadil se v Chrudimi.
Po absolvování gymnázia v Hradci Králové se Josef Benoni věnoval studiu filosofie v Litomyšli a posléze studiu práv na právnické fakultě v Praze. Zde získal titul Juc.

## Politická činnost
V revolučním roce 1848 však bojoval na barikádách, za což byl následně vězněn a jeho „havlíčkovské“ názory mu i později mezi milovníky starých pořádků komplikovaly nejrůznější veřejné aktivity. 
Krátce po řádných zemských volbách v roce 1861 byl v doplňovací volbě počátkem dubna 1861 zvolen na Český zemský sněm za kurii venkovských obcí, obvod Nový Bydžov a Chlumec nad Cidlinou. Předtím tu v řádných volbách uspěl Václav Pour, jenž ale byl zvolen najednou ve dvou obvodech a v tomto na mandát rezignoval. V dalších letech se Benoni věnoval komunální, respektive regionální politice a politické publikační činnosti

## Novinářská a vydavatelská činnost
Své epigramy a satiry uveřejňoval v různých dobových časopisech. Jedním z nich byla i obrozenecká Včela. Stěžejním projektem Benoniho novinářské kariéry se však stal Posel z východních Čech, čtrnáctideník, který Josef Benoni sám vydával a redigoval v letech 1871–1885, tedy téměř patnáct let. Po značnou část tohoto období patřil Posel z východních Čech mezi stěžejní osvětové listy východočeského regionu.

## Osobní život
Josef Benoni zůstal až do své smrti starým mládencem a plně se věnoval veřejným záležitostem. Po ukončení většiny publikačních aktivit se v závěru života živil jako spořitelní revizor. Zemřel a pochován byl v Chrudimi. Hřbitovní pomník na místním Svatováclavském hřbitově je dílem sochaře Ladislava Šalouna a je kulturní památkou.
Synovcem Josefa Benoniho byl Bohumil Benoni, tenorista Národního divadla.
Na Svatováclavském hřbitově v Chrudimi je několik různých hrobů členů rodu Benoni. Jedním z nich je i hrobka, ve kterém je pohřbena vzdálená sestřenice Josefa Benoniho Julie Benoniová, provdaná Jordová, která se provdala za významného chrudimského obchodníka Františka Jordu staršího . 
Chrudimský Josef Benoni je někdy v literatuře a v knihovnických databázích mylně zaměňován se svým jmenovcem, Josefem Benonim z Lanškrouna, který byl jeho vzdáleným příbuzným.